# الساحل القبلي
قرية الساحل القبلى هي إحدى القرى التابعة لمركز البرلس في محافظة كفر الشيخ في جمهورية مصر العربية. حسب إحصاءات سنة 2006، بلغ إجمالي السكان في الساحل القبلى 15574 نسمة، منهم 7742 رجل و7832 امرأة.